# Tel Masos
Tel Masos est un site archéologique d'Israël situé dans le nord du Néguev à une quinzaine de kilomètres au sud-est de Beer-Sheva, le long de la rivière Beer-Sheva. 
On y a mis au jour une dizaine de maisons à quatre pièces disposées de façon contiguë de manière à former une enceinte ou un enclos.
Tel Masos est parfois identifié à la localité biblique de Horma.